# Palmenia Pizarro
Palmenia del Carmen Pizarro González (El Almendral, San Felipe, Chile, 19 de julio de 1941), más conocida como Palmenia Pizarro, es una cantante chilena, muy conocida por sus triunfos profesionales como cantante internacional.

## Biografía
Nació en San Felipe, Región de Valparaíso, en la localidad de El Almendral. Su gusto por la música lo descubrió en su infancia. Sus padres y su maestra la motivaron a iniciar una larga carrera, llena de dificultades, desde los siete años de edad.
A los once años se muda a Santiago de Chile para probar suerte como cantante. A la edad de dieciséis, su talento es valorado por algunas emisoras de radio y es premiada como "Mejor Intérprete Folclórica". Su participación en el concurso radial Así Canta Perú en 1962 hace que el sello EMI la contratara.
En 1963, canciones como Mi Pobreza y Amarga Experiencia logran ventas espectaculares. Sus shows eran un éxito de taquilla, logrando tanto el reconocimiento de la crítica chilena como del público.
Fue con la canción Cariño Malo, del compositor peruano Augusto Polo Campos, que logró su consagración. Sin embargo, tras un accidente ocurrido a terceras personas durante uno de sus shows, la cantante fue señalada como portadora de mala suerte ("yeta", en Chile), superstición exacerbada por algunos periodistas y presentadores de televisión chilenos (incluyendo a Don Francisco) que limitó significativamente sus oportunidades en ese país, obligándola a radicarse en México, donde a partir de una presentación en el programa de Televisa, Siempre en Domingo, logra una exitosa carrera en ese país. Desde ahí consiguió el reconocimiento necesario para comenzar una fructífera carrera internacional, que la llevó a presentarse en países como Australia, Estados Unidos, Argentina y Japón (donde conoció a Atahualpa Yupanqui); en este último país, grabó dos canciones en japonés.
En 1997, retorna a Chile donde logra importantes reconocimientos y homenajes tanto del mundo de la cultura, como de su público.
En el año 2007 se integra al programa de televisión de Canal 13, Cantando por un sueño, como maestra de la pareja de participantes conformada por Carolina Vargas y Lizardo Garrido.
Palmenia Pizarro ha sido influencia de distintos músicos en Chile entre los que se encuentran: Mon Laferte y Los Vásquez.

## Discografía

### Álbumes de estudio
- 1962 Un Corazón Que Canta
- 1963 A Mi Madre
- 1964 Palmenia Pizarro
- 1965 Qué Lindo Canta Palmenia
- 1966 Palmenia, Siempre Palmenia
- 1967 Sonríele a la Vida
- 1968 Yo Soy Su Señora
- 1970 Sapo Cancionero
- 1985 Reencuentro
- 1988 Palmenia Pizarro Hoy
- 1989 Boleros Inmortales
- 1990 Volumen II de Boleros Inmortales
- 1991 Para Cantarle al Mundo
- 1992 35 Años de Canto
- 1996 No Morirá Mi Amor
- 1997 Te Voy a Autografiar Mi Corazón
- 2000 Con el Corazón en la Mano
- 2003 Sin Concesiones
- 2008 Contigo Viviré
- 2015 Íntimo
- 2018 Homenaje a Augusto Polo Campos

### Otros
EP, antologías de éxitos, grabaciones en vivo, DVD, reediciones, etc.
- ¡¡Para que se escuche bonito!! (2002 - Sony Música) Sonríele a la Vida, Tema de Luis T. Jackson.
- Concierto de oro (2018 - Mapa Records)

### Participaciones especiales
Compilados de varios artistas, en los que Palmenia ha articipado.
- Generaciones, Dos Épocas en Dueto (2003 - Sony Music)

## Reconocimientos
En 1992 fue declarada "Ciudadana Distinguida en Chile", en 1999 y 2000 recibió el premio de la Asociación de Periodistas de Espectáculos, Apes, como "Mejor Intérprete", y en 2000 fue ungida con el recién creado "Premio a la Música Nacional Presidente de la República" en la categoría Música Popular. En el año 2001, Palmenia Pizarro debutó en el Festival de Viña del Mar, donde el público le otorgó las estatuillas "Gaviota de Plata", "Gaviota de Oro" y el diario La Cuarta le dio un premio a la simpatía.
En el año 2002 celebró cuarenta años de carrera con una actuación en su natal San Felipe, con canciones como Recuerdos de mi pueblo, dedicada al barrio de su infancia, El Almendral. Además el Festival de la Canción que se desarrolla el mes de febrero en San Felipe, pasó a llamarse "Festival de la Canción Palmenia Pizarro de San Felipe".
También fue nombrada "Hija Ilustre y Embajadora cultural de la Siempre Heroica Ciudad de San Felipe de Aconcagua" y la ciudad de Los Andes la nombró "Andina Destacada" por su prolífica carrera artística.
En enero del año 2010 es homenajeada como "Figura fundamental de la música chilena" por la Sociedad Chilena del Derecho de Autor.